# Indumento
El indumento en botánica es el conjunto de glándulas, escamas, papilas, tricomas o pelos que cubren la superficie de los órganos de las plantas.

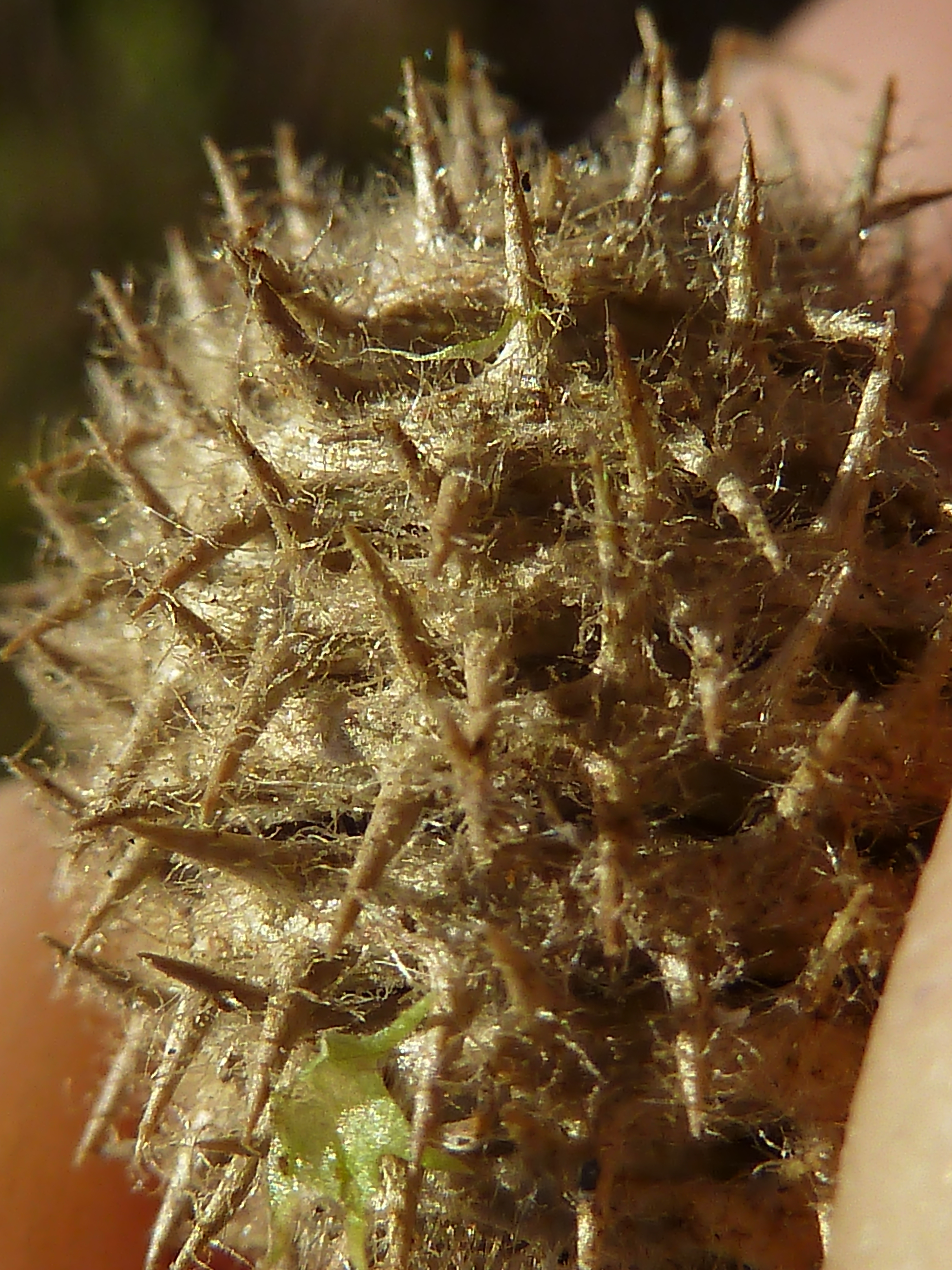
Indumento peloso

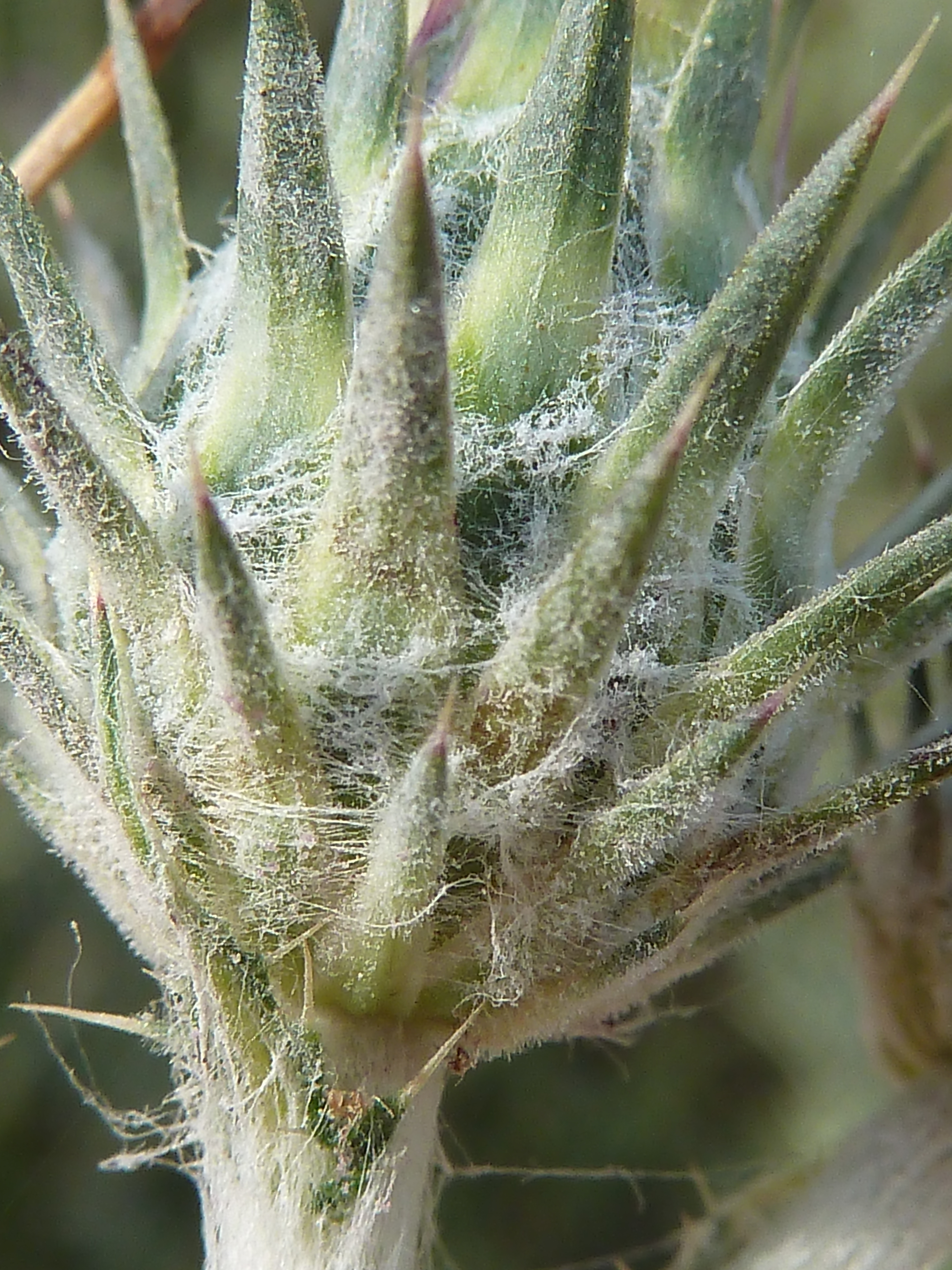
detalle del indumento involucral

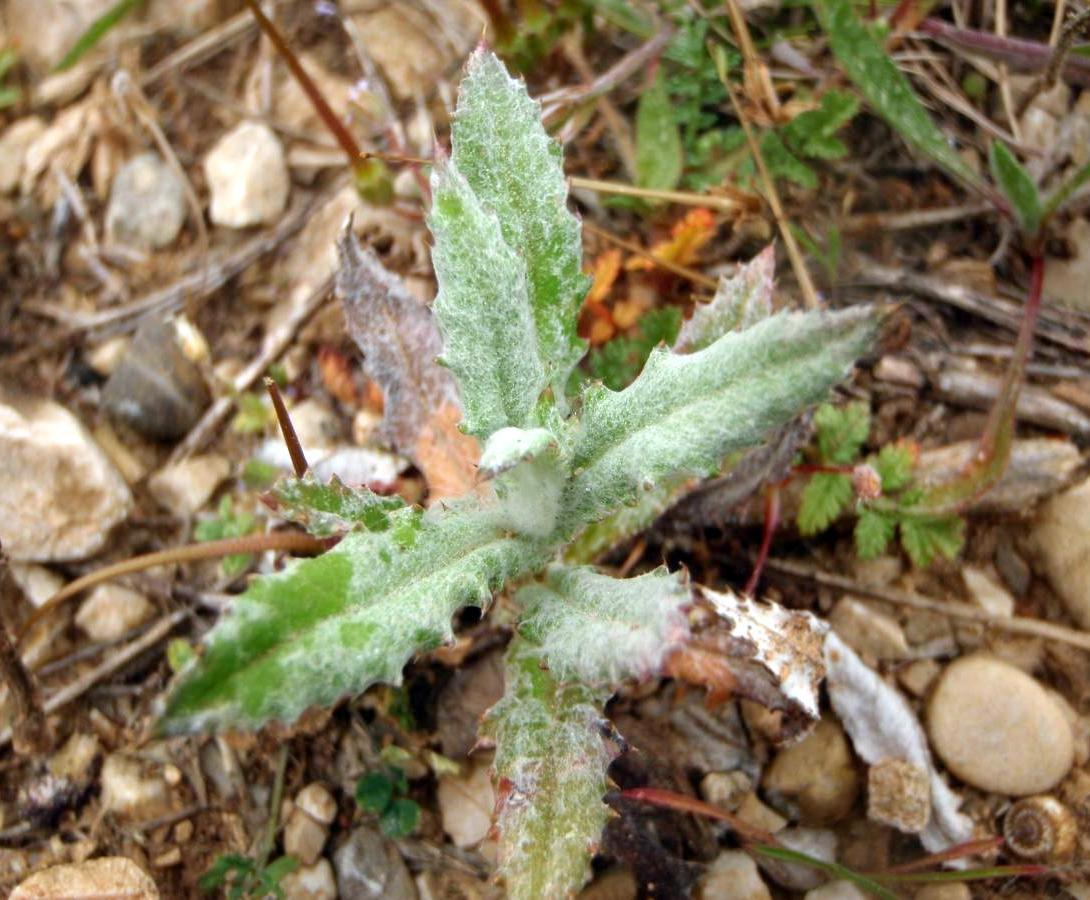
indumento foliar aracnoideo

## Clasificación
Estos son algunos tipos de indumento en botánica:
- Aracnoideo: Con pelos largos y enmarañados que parecen a algunas telarañas.
- Ciliado: Posee tricomas o pelos en el margen.
- Estrigoso: Cubierto de pelos rígidos y punzantes.
- Farinoso: Cubierto con partículas que parecen harina.
- Flocoso: Cubierto de tricomas o pelos que están distribuido por penachos o grupos.
- Glabro: Sin tricomas o pelos.
- Glabrado: Casi glabro.
- Glabrescente: Se convierte en glabro con la edad.
- Glandular: Tiene tricomas o pelos secretores.
- Gloquidiado: Cubierto de gloquidios.
- Híspido: Cubierto de tricomas o pelos muy largos y rígidos, casi punzantes.
- Lanoso: Cubierto por tricomas o pelos largos y ondulados que parecen hebras de lana.
- Leproso: Cubierto con escamas irregulares.
- Mamilífero: Cubierto de tricomas asemejando pezones.
- Piloso: Cubierto con pelos largos, suaves y dispersos.
- Pubérulo: Cubierto de pelos cortos y finos.
- Pubescente: Cubierto de pelos cortos, finos y escasos, generando una superficie suave.
- Pulverulento: Capa de depósitos superficiales diminutos que parece polvo.
- Ramoso: Cubierto con pelos ramificados en forma irregular, proyectándose a partir de un eje central.
- Setoso: Cubierto con pelos alargados y con cierta rigidez que semeja una cerda.
- Tentáculo: Cubierto con tricomas o pelos sensoriales glandulares.
- Uncífero: Cubierto de pelos con extremos en forma de gancho.
- Velutino: Cubierto de pelos cortos y finos de forma tupida dando un aspecto aterciopelado.